# Brześć Poleski
Brześć Poleski (biał. Брэст-Палескі, ros. ББрест-Полесский) – stacja kolejowa w Brześciu, w obwodzie brzeskim, na Białorusi, na linii kolejowej łączącej Brześć z Kowlem na Ukrainie.
Stacja należy do Oddziału Mińskiego Kolei Białoruskich, dokładniej – Kierunek Brzeski (Брестское направление БЖД).
| Brześć Poleski                         |  |                                      |
| Linia Chocisław – Brześć (488,825 km)  |  |                                      |
| Paudniowy Zachadodległość: 2,433 km    |  | Brześć Centralny odległość: 2,707 km |
| Linia Brześć Wschodni – Brześć Poleski |  |                                      |
| Brześć Wschodni                        |  |                                      |